# Ruée vers l'or en Californie
Vous lisez un « bon article » labellisé en 2008.

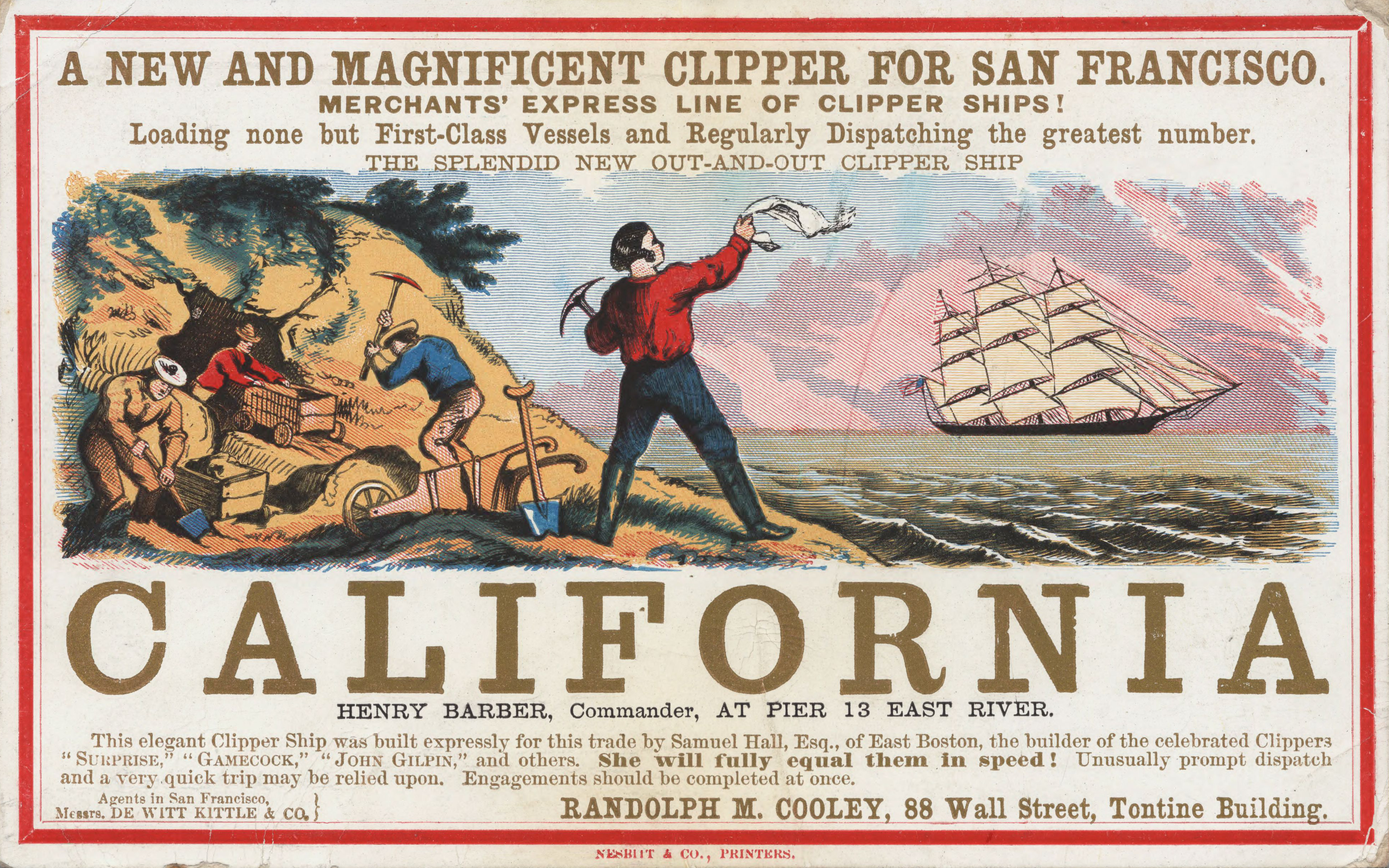
« Un nouveau superbe clipper partant pour San Francisco », publicité pour le voyage vers la Californie publiée à New York dans les années 1850.

La ruée vers l’or en Californie (California gold rush) est une période d'environ huit ans (1848-1856) qui commence en janvier 1848 par suite de la découverte d'or à Sutter's Mill, une scierie appartenant au Suisse Johann August Sutter, près de Coloma, à l'est de Sacramento, dans l'actuel État de Californie (États-Unis). La nouvelle se répand rapidement et attire en Californie plus de 300 000 aventuriers, américains et étrangers.
Ces pionniers, appelés par la suite « forty-niners » (expression que l'on pourrait traduire par « quarante-neuvards »), arrivaient par bateau ou par voie terrestre à bord de chariots, de tout le continent, au prix d'un voyage bien souvent difficile. Bien que la plupart de ces nouveaux arrivants aient été des Américains, la ruée vers l'or attira également des dizaines de milliers d'immigrants d'Amérique latine, d'Europe, d'Australie et d'Asie. Ces chercheurs d'or commencèrent par s'installer le long des rivières et utilisèrent pour leur recherche les techniques artisanales de l'orpaillage. Puis des méthodes plus sophistiquées d'extraction de l'or se développèrent et furent ensuite adoptées dans le monde entier. On estime que la valeur des quantités d'or découvertes pendant cette période s'élève à plusieurs milliards de dollars actuels. Mais alors que certains firent fortune, d'autres retournèrent chez eux avec guère plus que ce qu'ils possédaient au départ.
La ruée vers l'or transforma profondément la Californie. Alors petit hameau constitué de tentes, San Francisco se développa sous la pression de la croissance démographique ; des routes, des églises, des écoles et d'autres bâtiments y furent construits. Un système de loi et un gouvernement furent créés, gouvernement qui mènera à l'admission de la Californie en tant qu'État américain en 1850. De nouveaux modes de transport se développèrent : le bateau à vapeur, qui devient un moyen de transport régulier, et les chemins de fer. L'agriculture, futur pan majeur de l'économie californienne, commença à se développer à travers tout l'État. Cependant, la ruée vers l'or eut aussi pour conséquences que de nombreux Nord-Amérindiens furent attaqués et chassés de leurs terres, que des tensions raciales et ethniques se formèrent, et que l'extraction de l'or entraîna de nombreux problèmes environnementaux.

## L'or en Californie avant la ruée

### Données géologiques
Les scientifiques pensent que les concentrations importantes d'or présentes dans les montagnes californiennes sont le résultat du travail combiné des forces tectoniques, volcaniques et de l'érosion depuis 400 millions d'années. Au début du processus, la Californie était submergée, et des volcans sous-marins déposèrent de la lave et des minéraux, dont de l'or, sur son plancher océanique. Vers 200 millions d'années, la pression tectonique fit plonger ce plancher océanique sous la plaque continentale américaine. À cause de la subduction, le plancher océanique se changea en magma sous pression qui se fraya alors un passage par des fissures vers la surface de ce qui est aujourd'hui la sierra Nevada en Californie. En montant, le magma se refroidit, se solidifia, et des veines d'or se formèrent dans des gangues de quartz. Enfin, ces roches et ces minéraux s'érodèrent à la surface, et ainsi exposé à l'air libre, l'or fut emporté par les pluies et se déposa parmi les sédiments qui composaient les berges des cours d'eau sur lesquels les forty-niners concentrèrent d'abord leurs efforts.
|  |  |

### Naissance du mythe californien et premières découvertes

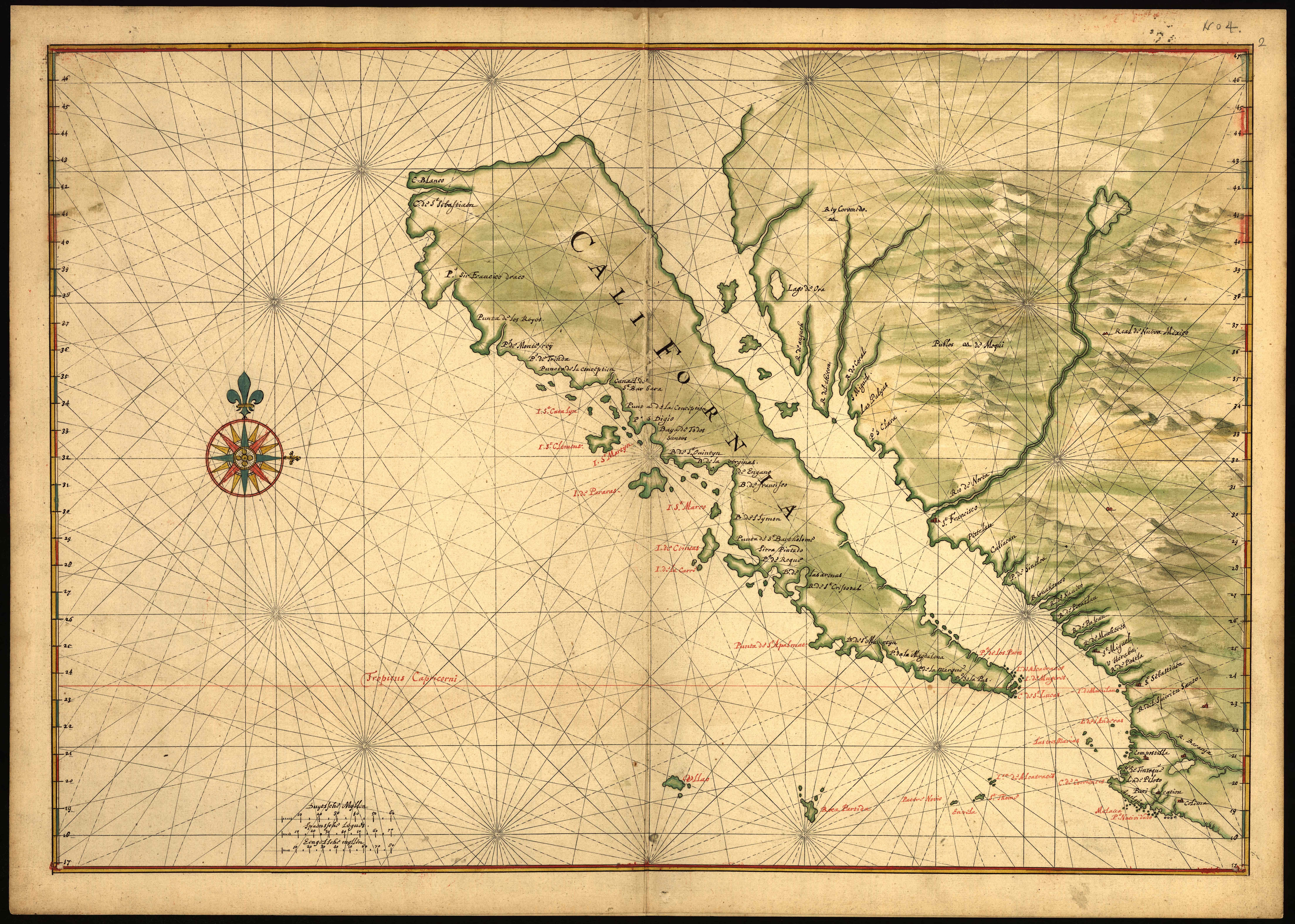
« Dans toute l'île, il n'y avait d'autre métal que l'or. » Las Sergas de Esplandián, Garci Rodríguez de Montalvo.
Carte de l'île de Californie, 1650.

Des siècles avant le début de la ruée vers l'or, avant même que la Californie ne soit découverte, son nom était associé à l'or et à l'image d'un nouvel Éden dans l'imaginaire de ses futurs explorateurs. Ce nom apparut pour la première fois au début du XVIe siècle sous la plume de l'écrivain espagnol Garci Rodríguez de Montalvo dans Las Sergas de Esplandián, Ve livre du roman Amadis de Gaule qui connut un grand succès influençant les conquistadors lors de l'exploration du nouveau monde. Ainsi est décrite dans cet ouvrage l'île de Californie :

« Sachez que, à la main droite des Indes tout près du paradis terrestre, il y a une île appelée Californie, formée des plus gros rochers jamais vus. Cette île était habitée par de robustes femmes noires au cœur chaud, douées d'une grande force, qui vivaient presque comme des Amazones sans un seul homme parmi elles [...] Leurs armes étaient tout entières d'or. L'île partout abondait en or et en pierres précieuses, et aucun autre métal ne s'y trouvait [...]. »

L'auteur tira ce nom de Califerne, une ville africaine mentionnée dans la Chanson de Roland. Les mythes de l'île de Californie et des sept cités de Cibola, les légendaires cités d'or, poussèrent de nombreux explorateurs vers la côte occidentale de l'Amérique du Nord. Parmi eux, Hernán Cortés apprit des Indiens l'existence d'une Terra incognita qui se situerait au nord-ouest de la Nouvelle-Espagne et qui pourrait bien être une île. Il organisa plusieurs expéditions et, en 1535, fonda une petite colonie sur le site actuel de La Paz, en Basse-Californie. Malgré tous ses efforts, il repartit à Mexico sans avoir trouvé le moindre trésor. En 1602, l'expédition de Sebastián Vizcaíno fit une erreur et confirma que la Californie était bien une île, renforçant le mythe. Toutefois, les explorateurs espagnols n'obtinrent que de maigres résultats. Le nom de Californie demeura celui de ces terres bien que le rêve de trouver de l'or s'estompât peu à peu.
Il fallut attendre 1765 et l'accès de José de Gálvez au titre de Visitador de Nouvelle-Espagne pour qu'une opération d'envergure soit mise en œuvre afin de peupler la Haute-Californie et qu'on recommence à chercher de l'or dans cette région. Don José Gálvez confia la direction de l'entreprise au gouverneur de la Basse-Californie Gaspar de Portolà. L'expédition partit en janvier 1769, accompagnée par des franciscains venus remplacer les jésuites et leur père supérieur Junípero Serra. Le voyage fut très pénible et à l'arrivée les richesses escomptées ne furent pas au rendez-vous. Don Gaspar De Portóla confia son poste de gouverneur à Pedro Fages et rapporta sa déception quant au résultat de l'opération :

« Nous n'avons jamais vu, ni découvert ces mines d'or et d'argent, pas plus que les autres métaux précieux dont on nous avait parlé avant notre départ. »

Contrairement à Don Gaspar De Portóla, le Visitador Don José Galvez ne renonça pas et présenta au roi un rapport sur l'existence de mines d'or en Haute-Californie suivi d'un projet d'exploitation s'appuyant sur la main d'œuvre indienne. Ce projet ne vit jamais le jour, les autorités espagnoles se détournèrent de ce qu'elles considérèrent comme la poursuite de rêveries chimériques.

Carte montrant les premiers sites aurifères entre 1814 et 1843 en Haute-Californie, précédant la ruée vers l'or en Californie de 1848.
Zone des missions franciscaines en Haute-Californie
Province mexicaine de Californie entre 1824 et 1848
Territoire du Mexique entre 1824 et 1848

De 1769 à 1823, les franciscains fondèrent 21 missions le long du littoral de San Diego à Sonoma et furent ainsi les premiers à coloniser ce territoire, avec les militaires et les fonctionnaires, en obtenant l'aide des Indiens de Haute-Californie, peuple pacifique et facile à convertir au christianisme. Des rumeurs quant à la connaissance de gisements d'or par les hommes en robe de bure apparurent. William H. Davis, un marchand américain, affirmait avoir vu certains d'entre eux en possession de pépites d'or. Si ces rumeurs étaient fondées, il est probable que les franciscains n'aient pas mesuré l'ampleur des gisements ou qu'ils réussirent à en garder le secret. Autre rumeur, des trappeurs prétendirent en 1814 que les habitants de Fort Ross, fondé par des Russes en 1812 à 100 km au nord de Yerba Buena, exploitaient des gisements aurifères, mais rien ne le confirma.
Jusque-là, le faible peuplement et le manque d'ouverture sur l'étranger, auxquels s'ajouta la guerre d'indépendance du Mexique de 1810 à 1821, n'avaient pas permis une exploration plus approfondie et beaucoup de prospections. Ce contexte changea lorsque la Californie devint une province du Mexique à la fin de la guerre. Contrairement au royaume d'Espagne, le nouvel État encouragea le commerce avec les autres pays et mit en place en 1824 une législation favorable au peuplement de la Californie en garantissant la sécurité des biens et des personnes et en accordant des titres de propriétés à un quota d'étrangers dont un certain John Sutter, débarqué en 1839 en Californie et qui n'allait pas tarder à faire parler de lui.
Quelques années seulement avant la ruée vers l'or, et avec l'arrivée de ces nouveaux migrants, de nouvelles rumeurs circulèrent. Le 9 mars 1842, Francisco Lopez, employé du rancho Del Valle ou rancho San Francisco, découvrit de l'or à Placerita Canyon, dans les montagnes au nord de Los Angeles. Avec des amis, dont un Français originaire de Bordeaux (Charles Baric), il exploita le filon qui s'épuisa vite. En 1843, Jean Baptiste Ruelle, un Canadien français, aurait lui aussi découvert un gisement. Toutefois, entre mythes d'une terre promise et rumeurs, personne ne soupçonnait que les rêves des conquistadors allaient bientôt devenir réalité et que ce serait les Yankees qui en profiteraient. Ironie de l'histoire, l'acquisition de la Californie eut lieu à peine plus d'une semaine après la découverte qui déclencha la ruée vers l'or.

## Historique

### La découverte à Sutter's Mill

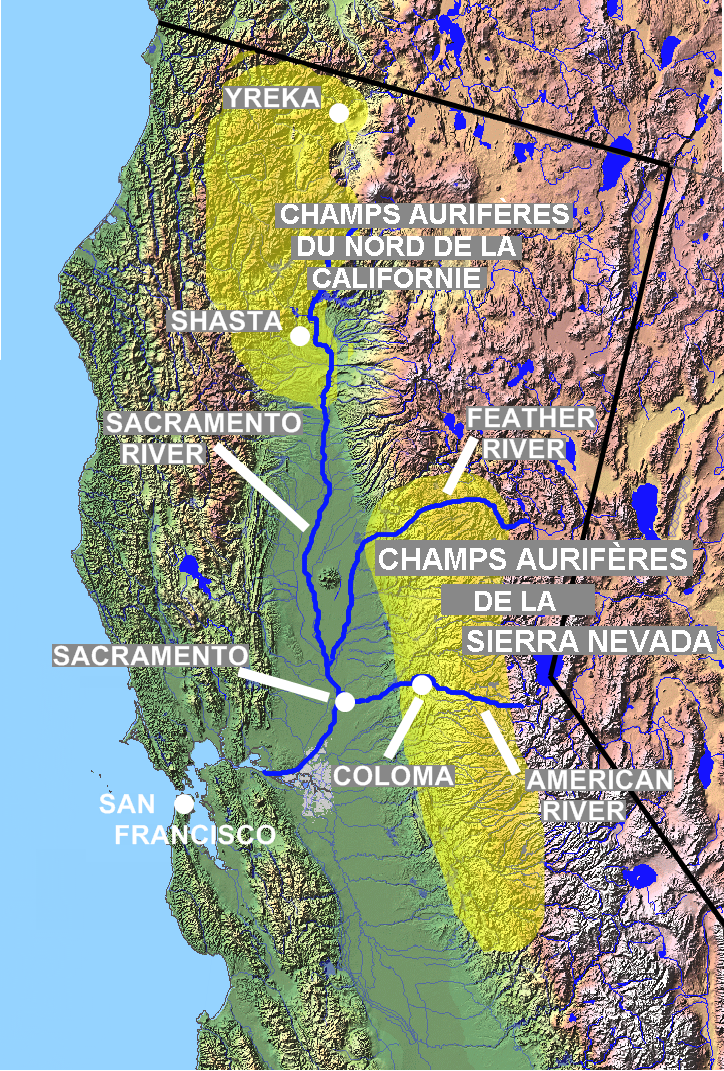
Champs aurifères de la sierra Nevada et du nord de la Californie.

La ruée vers l'or commença à Sutter's Mill (une scierie appartenant au pionnier suisse John Sutter) dans les environs de Coloma le lundi 24 janvier 1848,. James W. Marshall, un charpentier travaillant pour Sutter, trouva des morceaux d'un métal brillant dans le bief de la scierie qu'il faisait construire pour Sutter sur le bord de l'American River. Les résultats de tests pratiqués par les deux hommes montrèrent que les particules trouvées par Marshall étaient bien de l'or.
Déconcerté par cette découverte, Sutter voulut d'abord la tenir secrète car il craignait ce qui pouvait arriver à ses projets d'empire agricole (la New Helvetia) en cas de recherche d'or intensive. Cependant, la nouvelle ne tarda pas à se répandre et fut confirmée en mars 1848 par l'éditorialiste et homme d'affaires de San Francisco Samuel Brannan. Selon une célèbre anecdote, Brannan marchait à grandes enjambées dans les rues de San Francisco alors qu'il brandissait une fiole contenant de l'or au-dessus de sa tête et s'écriait : « De l'or ! De l'or ! De l'or ! Il y a de l'or dans l'American River ! »
Le 19 août 1848, le New York Herald (un journal new-yorkais publié de 1835 à 1924) fut le premier grand journal de la côte Est à mentionner la ruée vers l'or en Californie. Le 5 décembre 1848, le président James Knox Polk confirma la découverte de l'or dans un message au Congrès américain. Aussitôt, des vagues d'immigrants du monde entier arrivèrent dans le Gold Country, en Californie : 90 000 arrivent par la mer à San Francisco au cours de l'année 1849 et environ 40 000 par voie terrestre. Ces immigrants seront appelés, plus tard, les « forty-niners », en raison de cette année 1849.
Comme le craignait John Sutter, la fièvre de l'or prit vite de l'ampleur. Jusque-là un des hommes les plus riches parmi ses contemporains, il fut paradoxalement ruiné par la découverte d'or sur ses terres : ses ouvriers désertèrent, ses droits de propriété furent contestés, ses récoltes ravagées, son bétail volé et ses terres squattées par les nouveaux arrivants.

### La ruée

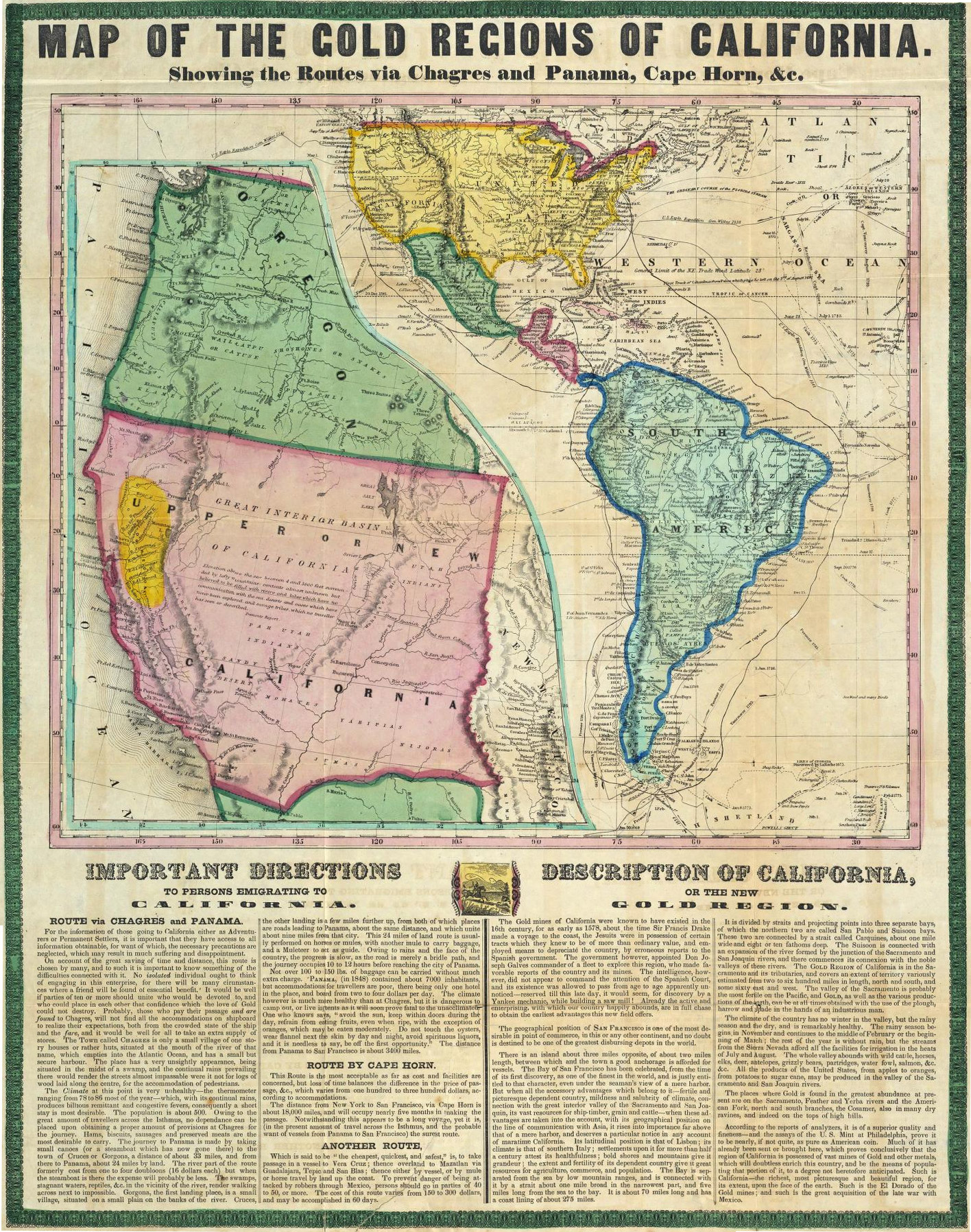
Une carte datant de 1849 montrant les itinéraires vers la Californie passant par le Panama et le cap Horn.

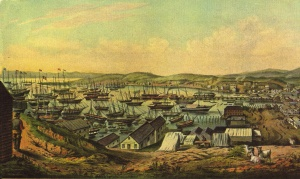
Le port de San Francisco pris d'assaut par les navires en avril 1850.

San Francisco était une minuscule implantation de pionniers avant le début de la ruée vers l'or. Lorsque les habitants furent au courant de la découverte, elle devint une ville fantôme de navires désertés par leur équipage et de boutiques laissées à l'abandon par leur propriétaire qui avait rejoint la ruée. En même temps, la croissance démographique de la ville explosa avec l'arrivée de nouveaux aventuriers et commerçants. La population de San Francisco passa d'environ 1 000 habitants en 1848 à 25 000 résidents permanents en 1850. Les infrastructures de San Francisco et des autres villes, véritables villes champignons, aux environs des champs aurifères furent saturées par le flux soudain de population. Les hommes vivaient dans des tentes, des huttes en bois ou des cabines prélevées sur des navires abandonnés.
La ruée vers l'or en Californie est considérée comme la première d'envergure mondiale. Il n'y avait pourtant pas de route évidente pour se rendre en Californie. Les forty-niners faisaient face à de nombreuses difficultés et beaucoup pouvaient trouver la mort sur les chemins de la conquête de l'or. À l'origine, les Argonautes (comme on les appelait alors) voyageaient par la mer. Au départ de la côte Est, un voyage par le cap Horn prenait entre cinq et huit mois et exigeait de parcourir 33 000 km. Une autre route consistait à rejoindre la côte Est de l'isthme de Panama puis de franchir celui-ci, à l'aide de mules et de canoës, jusqu'à la côte pacifique pour y attendre un navire à destination de San Francisco. Une troisième route à travers le Nicaragua se développa en 1851, mais elle n'eut pas la fréquentation de celle du Panama. Il y avait aussi une route traversant le Mexique au départ de Veracruz. Par ailleurs, beaucoup de chercheurs d'or empruntaient une route terrestre à travers les États-Unis, en particulier en suivant la California Trail du Missouri à la Californie. Chacune de ces routes avait ses propres risques mortels : naufrages, fièvre typhoïde ou choléra.
Pour répondre à la demande des nouveaux immigrants, des navires important des marchandises du monde entier, comme la porcelaine et la soie de Chine ou l'ale d'Écosse, affluèrent à San Francisco. Arrivés à bon port, les capitaines des bateaux se retrouvaient sans équipage, leur navire déserté par les marins qui s'en allaient prospecter. Les quais et les docks de San Francisco devinrent une forêt de mâts quand des centaines de navires y furent abandonnés. Les habitants transformèrent alors ces navires en entrepôts, magasins, tavernes, hôtels et l'un servit même de prison. Nombre de ces navires furent, plus tard, détruits et utilisés comme remblais afin d'augmenter la surface des terrains constructibles pour faire face à l'explosion de la demande.
Pendant plusieurs années, il y eut une autre, quoique moins connue, déferlante dans le nord de la Californie où se trouvent, aujourd'hui, le comté de Siskiyou, le comté de Shasta et le comté de Trinity. La découverte, en 1851, de pépites d'or, sur le site actuel de la ville d'Yreka, draina des milliers de prospecteurs par la Piste Siskiyou et ces comtés du nord. De l'or a aussi été trouvé dans le sud de la Californie, mais en quantité bien plus faible. Après la première découverte en 1842 au Rancho San Francisco, d'autres gisements furent découverts plus tard dans les montagnes du sud de la Californie mais firent moins de bruit et eurent des retombées économiques limitées.
À l'époque de la ruée vers l'or, certains sites tels que Portuguese Flat furent créés ex nihilo avant de disparaître rapidement. La ville de Weaverville sur la Trinity River accueille le plus ancien temple taoïste encore en activité de toute la Californie, un héritage des mineurs chinois venus prospecter. Alors qu'il ne reste plus beaucoup de villes fantômes de cette époque, les bâtiments encore bien conservés de la ville de Shasta sont à l'origine d'un parc national historique, dans le nord de la Californie.

### Épilogue

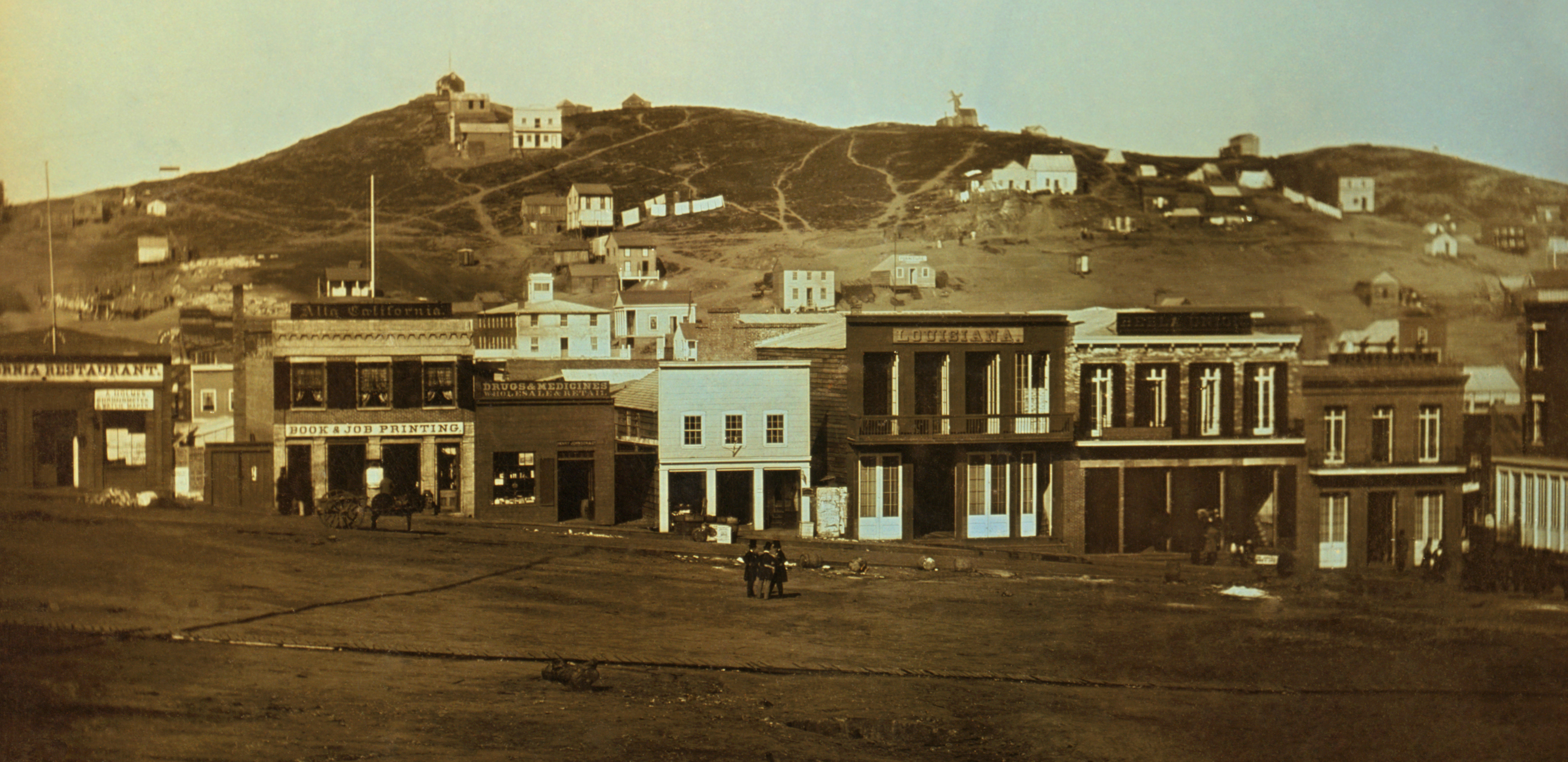
Portsmouth Square, San Francisco, 1851, daguerréotype.

Au cours de l'année 1850, la plupart des ressources les plus accessibles avaient été exploitées et l'on se tourna, alors, vers l'extraction de gisements plus difficiles d'accès. Voyant que l'or était de plus en plus rare, les Américains commencèrent à chasser les étrangers afin d'avoir accès, le plus possible, à l'or qui restait. La nouvelle législature de l'État de Californie exigeait des mineurs étrangers qu'ils s'acquittent d'une taxe de vingt dollars par mois. Les prospecteurs américains commencèrent à agresser les étrangers et, particulièrement, les Latino-Américains et les Chinois. De surcroît, le nombre faramineux de nouveaux arrivants chassa de nombreux Amérindiens de leurs zones habituelles de chasse et de pêche. Afin de protéger leurs habitations et leurs moyens de subsistance, ils répondirent en attaquant les mineurs qui se vengèrent par des représailles meurtrières sur leurs villages. La violence et la haine de certains Blancs culminèrent dans un programme génocidaire qui emporta des milliers de vies. Les autochtones qui parvinrent à échapper aux massacres furent souvent incapables de survivre, n'ayant pas accès à leurs ressources naturelles, et moururent affamés. Le romancier et poète Joaquin Miller raconte une année de sa vie parmi les villes minières et les campements amérindiens dans son livre Life amongst the Modocs.

## Lesforty-niners

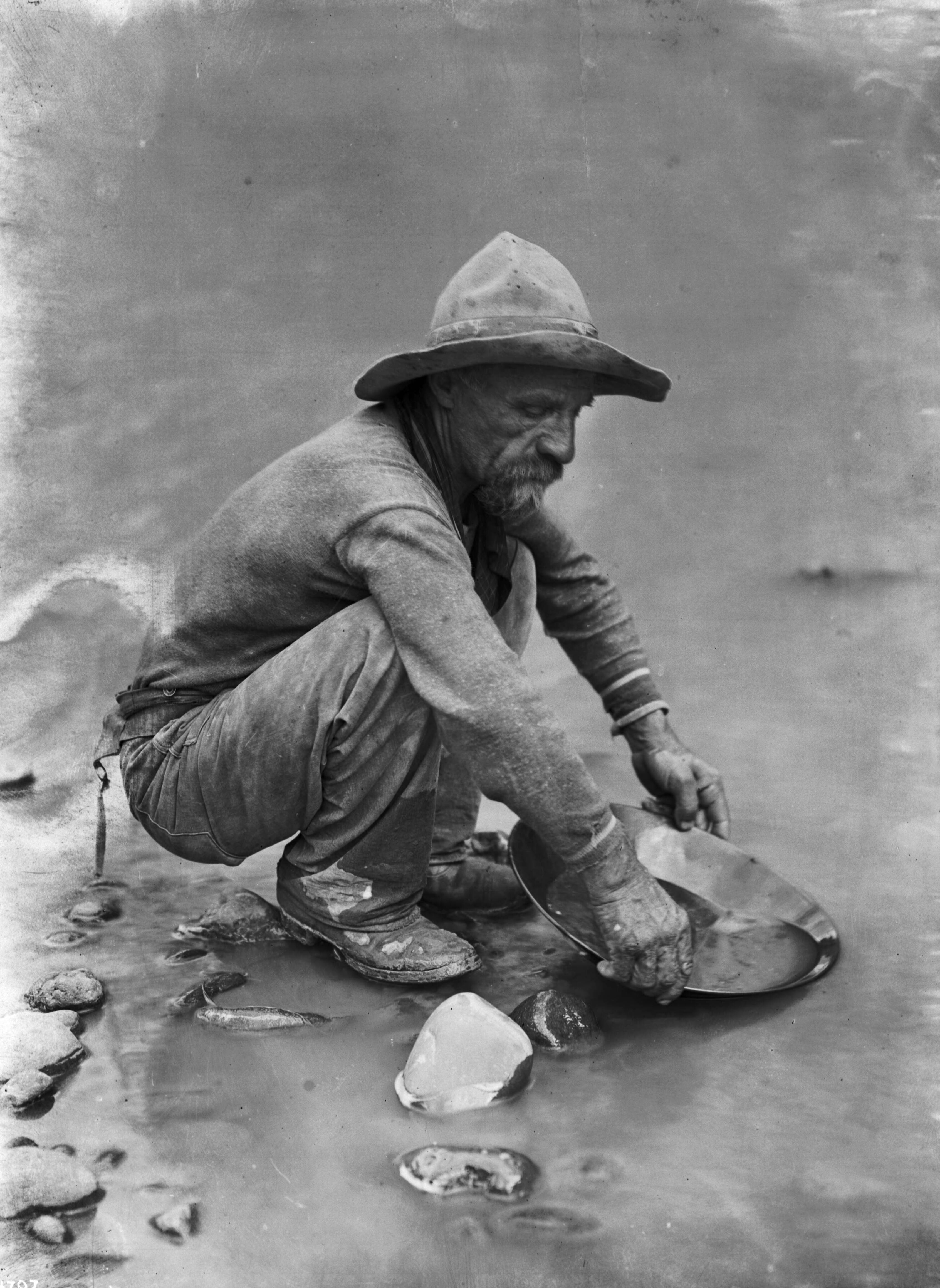
Photographie prise en 1850 d'un forty-niner se servant d'une batée sur les rives de l'American River.

Les premières personnes qui affluèrent vers les gisements aurifères, au printemps 1848, furent les habitants de la Californie eux-mêmes, des Américains et des Européens vivant dans le nord de la Californie en cohabitation avec des Amérindiens et quelques Californios (des Californiens parlant espagnol, du temps où la Californie était mexicaine).
La rumeur d'une ruée vers l'or ne s'ébruita pas tout de suite. Les premiers chercheurs d'or arrivant en Californie au cours de l'année 1848 étaient soit des habitants proches de la Californie, soit des gens qui apprenaient la nouvelle par les bateaux sillonnant les plus rapides routes maritimes en provenance de Californie. La première vague d'immigrants américains était constituée de plusieurs milliers d'habitants de l'Oregon qui descendaient par la Piste Siskiyou. Ensuite vinrent des gens en provenance d'Hawaï, par bateau, et plusieurs milliers de Latino-Américains du Mexique, du Pérou et même du lointain Chili, par voie maritime et par voie terrestre. À la fin de l'année 1848, quelque 6 000 Argonautes étaient parvenus en Californie. Seul un petit nombre d'entre eux (probablement moins de 500) avaient traversé les États-Unis cette même année. Certains de ces « forty-eighters » (quarante-huitards), comme ont été appelés parfois ces tout premiers chercheurs d'or, avaient l'opportunité de collecter de grands montants d'un or accessible : l'équivalent de plusieurs milliers de dollars, chaque jour, dans certains cas. Selon l'historien américain J. S. Holliday, les prospecteurs les plus chanceux ont pu collecter en peu de temps des quantités d'or qui vaudraient aujourd'hui plus d'un million de dollars.
Mais même le prospecteur moyen dégageait par jour l'équivalent, en or, de 10 à 50 fois le salaire quotidien d'un travailleur de la côte Est. Une personne pouvait travailler six mois dans les champs aurifères et ramener, chez lui, l'équivalent de six ans de salaire.
Au début de 1849, la rumeur de la ruée vers l'or avait fait le tour du monde et un nombre écrasant de chercheurs d'or et de commerçants commença à arriver de presque tous les continents. La plupart de ces forty-niners étaient américains et venaient par dizaines de milliers à travers le pays ou par diverses routes maritimes. Ce sont les journaux hawaïens transportés par les bateaux qui informèrent les Australiens et les Néo-Zélandais. Des milliers d'entre eux, gagnés par la « fièvre de l'or », embarquèrent sur des navires en route pour la Californie. Des forty-niners vinrent d'Amérique latine, en particulier des régions minières mexicaines de Sonora. Des chercheurs d'or et des marchands asiatiques, d'abord peu nombreux et principalement des Chinois, commencèrent à arriver en 1849 en Californie qu'ils nommaient Gold Mountain (la « montagne dorée »). Les premiers immigrants d'Europe, à cause des événements du Printemps des peuples et d'un plus long trajet à parcourir, n'arrivèrent que fin 1849, le plus souvent de France, mais aussi d'Allemagne, d'Italie et du Royaume-Uni.
On estime qu'entre 70 000 et 90 000 immigrants sont arrivés en Californie en 1849 (environ 50 % par la mer et 50 % par la terre) ; 50 000 à 60 000 d'entre eux étaient probablement américains, les autres venaient d'autres pays. En 1855, l'estimation s'élève, au minimum, à 300 000 chercheurs d'or, marchands et autres immigrants du monde entier parvenus en Californie. La plupart étaient toujours américains mais il y avait aussi des dizaines de milliers de Mexicains, de Chinois, de Britanniques, de Français et de Latino-Américains, ainsi que des petits groupes de mineurs d'origines diverses, comme des Philippins, des Basques, ou des Turcs. Seulement un petit nombre de mineurs d'origine africaine (probablement entre 2 500 et 4 000) sont venus du sud des États-Unis, des Caraïbes et du Brésil. Les esclaves afro-américains vinrent en Californie notamment parce qu'ils pouvaient y gagner leur liberté.

## Les femmes pendant la ruée vers l'or
Un certain nombre de femmes et de familles vécurent en Californie à cette époque. Parmi les premières personnes qui exploitèrent les champs aurifères se trouvaient les familles venues exploiter de nouvelles terres agricoles. Hommes, femmes, et enfants travaillaient alors côte à côte. La plupart des forty-niners étaient des hommes venus seuls tenter l'aventure mais des femmes et des enfants venaient aussi soit lorsque toute la famille partait soit pour rejoindre le père de famille. Certaines femmes venaient seules.
Les femmes étaient très peu nombreuses durant les premières années de la ruée vers l'or. Elles constituaient seulement 8 % de la population totale, et seulement 2 % dans les régions de prospection. Elles furent plus nombreuses lorsque les routes en provenance de l'Est devinrent plus sûres, et plus tard avec l'arrivée du chemin de fer.

## La vallée de la Mort
La vallée de la Mort doit son nom macabre à un groupe de forty-niners qui tentèrent d'atteindre la région de Fort Sutter en passant par les déserts du Nevada et de la Californie, et qui furent les premières personnes originaires d'Europe à traverser la vallée. Ces pionniers restèrent bloqués plusieurs mois dans cette dépression désertique et, n'ayant rencontré presque aucune forme de vie animale ou végétale, ils donnèrent à ce lieu le nom de Death Valley, la vallée de la Mort.

## Législation
Au tout début de la ruée vers l'or, la Californie était une région où il n'existait aucune législation. Le jour où de l'or fut découvert à Sutter's Mill, la Californie était encore une province mexicaine sous occupation militaire américaine, résultat de la guerre américano-mexicaine (1846-1848). À la suite du traité de Guadalupe Hidalgo du  2 février 1848 mettant fin à la guerre, la Californie est perdue par le Mexique au profit des États-Unis sans pour autant s'y intégrer formellement. Son statut (entre république indépendante, district militaire et territoire fédéral) est d'abord ambigu. Elle ne devint un État à part entière que le 9 septembre 1850. La Californie a connu les conditions inhabituelles d'une région sous contrôle militaire. Ainsi, il n'y avait, à ce moment-là, aucun corps législatif, exécutif ni judiciaire dans toute la région. La population vivait avec un mélange confus de règles mexicaines, de principes américains et de maximes personnelles.
Alors que le traité mettant fin à la guerre américano-mexicaine obligeait les États-Unis à respecter les droits de propriétés des concessions mexicaines, la plupart des champs aurifères n'étaient pas situés sur ces concessions. Bien au contraire, les gisements se situaient essentiellement dans le « domaine public », c'est-à-dire qu'ils étaient officiellement la propriété du gouvernement des États-Unis. Toutefois, il n'existait encore en Californie aucune législation en place, aucun dispositif exécutif en vigueur et moins de 1 000 soldats américains s'y trouvaient en 1848.
Ce qui représentait un avantage pour les forty-niners : l'or était libre d'accès. Dans les régions aurifères, il n'y avait ni propriété privée, ni licences, ni taxes. Les forty-niners établissaient leurs propres règles et leur mise en application. Les mineurs adoptèrent principalement les lois mexicaines sur la prospection pratiquée en Californie. La règle prévoyait qu'un « claim » (terrain que l'on revendique comme sien) pouvait être délimité par un prospecteur mais que ce « claim » n'était valide que tant qu'il était exploité. Les mineurs exploitaient ce claim juste suffisamment longtemps pour se faire une idée de ses ressources. Si un claim était jugé trop pauvre, comme c'était souvent le cas, les mineurs abandonnaient le site afin d'en trouver un autre plus fructueux. Dans le cas où un claim était abandonné (ou non exploité), les autres mineurs pouvaient le rétablir pour leur compte. Cela consistait à travailler sur un site déjà revendiqué précédemment. Cette pratique était connue sous le nom de « claim-jumping ». Les conflits étaient parfois réglés violemment entre ses protagonistes. D'autres fois, on faisait appel à des groupes de prospecteurs agissant comme médiateurs,.
Les règles adoptées par les forty-niners pour gérer les prospections se sont répandues à travers l'ouest des États-Unis avec chaque nouvelle ruée vers l'or. Le Congrès américain finit par légaliser ces pratiques avec les lois Chaffee de 1866.

## Développement des techniques d'extraction de l'or

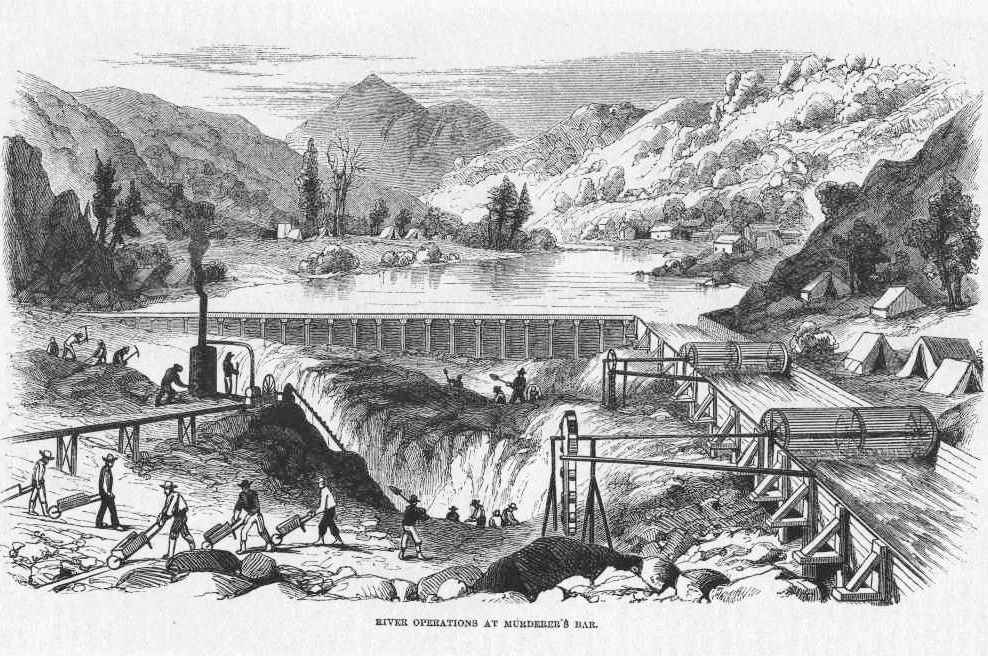
Les chercheurs d'or draguent le lit d'une rivière après avoir détourné celle-ci dans un canal.

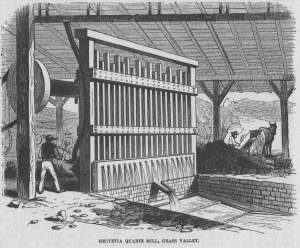
Quartz Stamp Mill à Grass Valley (Californie). Le moulin écrasait le quartz avant qu'on n'en trie l'or en le lavant.

En Californie, les bancs de sédiments composés essentiellement de gravier (ou placers) avaient une forte teneur en or, suffisante pour que les premiers forty-niners puissent simplement utiliser la technique de la batée (ou panning), une forme d'orpaillage dont on se sert dans les rivières et les cours d'eau. Toutefois, le panning ne pouvait se faire à grande échelle et certains mineurs développèrent des techniques plus « industrielles » (comme les rampes de lavage ou « longtom »), et traitèrent ainsi de plus gros volumes de ces sédiments. Dans les exploitations plus complexes des placers, des groupes de prospecteurs détournaient le cours de toute une rivière grâce à un canal, appelé sluice, construit le long de celle-ci. Ils exploitaient alors le lit asséché de la rivière. Des estimations récentes, faites par le U.S. Geological Survey (une agence scientifique du gouvernement des États-Unis), indiquent que quelque 12 millions d'onces d'or (soit 370 tonnes) ont été extraites dans les cinq premières années de la ruée vers l'or, ce qui correspond approximativement, à 7,2 milliards de dollars en novembre 2006.
L'extraction hydraulique constitua l'étape suivante dans le développement des techniques d'extraction de l'or au milieu du XIXe siècle, et fut énormément employée à cette époque en Californie. À l'aide de puissants canons, utilisés pour la première fois en 1853 par Edward Matteson près de Nevada City, on projetait de la vapeur ou de l'eau sur les versants des collines ou des falaises afin d'en extraire les couches sédimentaires qui contenaient le précieux métal. Une fois ces sédiments extraits, on les faisait passer dans des sluices au fond desquels l'or, plus lourd, se déposait naturellement et était ainsi trié du reste. Au milieu des années 1880, on estime que 11 millions d'onces d'or (soit 340 tonnes et environ 6,6 milliards de dollars en novembre 2006) furent extraites par ce procédé.
Toutefois, cette technique n'avait pas que des avantages : les sédiments, auxquels s'ajoutèrent des métaux lourds et d'autres produits polluants, furent rejetés en majeure partie directement dans les différents cours d'eau ; et aujourd'hui encore, de nombreux endroits restent marqués par l'extraction hydraulique qui a transformé en terrains infertiles l'aval des cours d'eau où se sont déposés les sédiments, ainsi que la terre mise à nu par les canons à eau.
On continua à chercher de l'or même après la fin de la ruée. La dernière étape de cette exploitation consista à prospecter les lits et les bancs de sable des cours d'eau, où l'or s'était lentement déposé, dans la Vallée centrale et les autres champs aurifères de Californie tels que la Scott Valley, dans le comté de Siskiyou. À la fin des années 1890, le dragage (qui fut également inventé en Californie) était devenu rentable : 20 millions d'onces (soit 620 tonnes et environ 12 milliards de dollars en novembre 2006) furent extraites grâce à cette technique.
Pendant cette période, et les décennies qui suivirent, les chercheurs d'or creusèrent des mines et se servirent d'explosifs pour extraire les veines d'or directement de la roche qui les contenait, le quartz, et les exploiter. Une fois que les roches qui contenaient l'or étaient ramenées à la surface, celles-ci étaient concassées puis, simplement avec de l'eau ou grâce à de l'arsenic ou du mercure qui contaminèrent l'environnement, l'or était trié et débarrassé de ses impuretés. Finalement, l'exploitation intensive de ces mines était devenue la seule source majeure d'or dans le Gold Country,.

## Profits

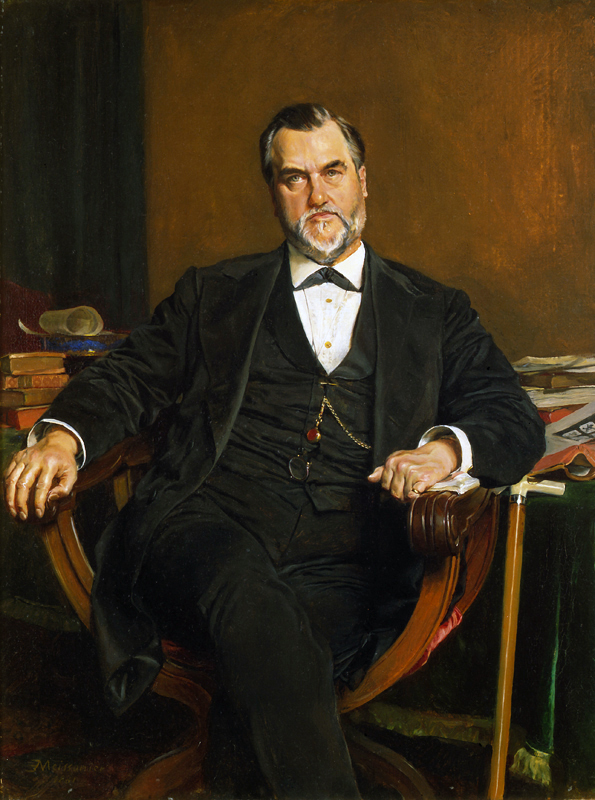
Leland Stanford, 1881, huile sur toile.

Bien que, selon la sagesse populaire, ce seraient les marchands et non les mineurs qui auraient tiré les plus grands bénéfices de la ruée vers l'or, la réalité semble être bien moins schématique, même s'il est sûr que certains hommes d'affaires en ont tiré des profits importants.
Lorsque les premières vagues d'immigrants arrivèrent, l'homme le plus riche de Californie était Samuel Brannan. L'historien et ethnologue américain Hubert Howe Bancroft décrit cet homme comme celui qui « fit sûrement plus pour [San Francisco] et le reste de la Californie que tout ce que les meilleurs hommes auraient pu accomplir en réunissant leurs efforts ». Réputé infatigable, il fut le premier à faire connaître la ruée vers l'or et en fut le premier millionnaire. Il possédait plusieurs magasins et publia le premier journal de San Francisco le « California Star ». Plus tard, en 1850, James W. Simonton (1823-1882), un journaliste qui participera ensuite à la fondation du New York Times, fondera un autre journal californien, le San Francisco Bulletin.
Il ouvrit rapidement le premier magasin de Sacramento, de Coloma et d'autres sites où de l'or avait été trouvé. La ruée vers l'or venait seulement de commencer qu'il avait déjà acheté tout le matériel de prospection disponible à San Francisco pour le revendre avec une marge, ce qui lui permit de faire des bénéfices importants.
Mais il n'était pas le seul. Les prospecteurs se faisaient également beaucoup d'argent. Par exemple, un petit groupe de chercheurs d'or qui travaillaient dans la Feather River en 1848 sortirent de la rivière une quantité d'or valant 1,5 million de dollars.
Toutefois, en moyenne les chercheurs d'or n'ont sans doute fait qu'un profit modeste après qu'ils se furent acquittés de toutes leurs dépenses. Et la majorité, en particulier ceux qui arrivèrent après les autres, n'a gagné que très peu d'argent ou en a même perdu. On estime à moins d'un sur vingt parmi les prospecteurs le nombre de ceux qui obtinrent un profit financier en venant chercher de l'or en Californie. De même, beaucoup de marchands malchanceux s'installèrent dans des colonies qui disparurent d'elles-mêmes ou qui furent détruites dans les incendies terribles tels que les villes pouvaient en connaître à l'époque.
Exemples de ces contrastes :  l'homme d'affaires Oscar Levi Strauss devint célèbre par sa réussite qui commença en 1853 par la vente de salopettes en denim à San Francisco ; alors qu'à l'opposé, Joshua Norton fit d'abord fortune avant de tout perdre en 1858. Et après qu'il eut fait faillite, celui-ci se fit connaître à San Francisco en tant qu'« Empereur Norton I » autoproclamé et réputé devenu fou à cause de ses problèmes financiers.
D'autres hommes d'affaires, avec plus de chance et beaucoup de travail, empochèrent de belles sommes dans la vente au détail, le commerce maritime, les divertissements, le logement et le fret, comme James Lick, qui fit fortune à San Francisco grâce à son hôtel et à la spéculation immobilière (sa fortune fut utilisée pour construire l'observatoire qui porte son nom), et un groupe de quatre hommes d'affaires de Sacramento (qu'on appelle aujourd'hui le « Big Four »), Leland Stanford, Collis P. Huntington, Mark Hopkins et Charles Crocker, devinrent très riches en finançant la construction de la portion ouest du premier chemin de fer transcontinental.
À partir de 1855, le contexte économique changea de façon significative. L'exploitation de l'or ne demeura rentable que pour ceux qui se regroupaient et qui étaient assez nombreux pour travailler ensemble, comme partenaires ou comme employés. Dès le milieu des années 1850, ce furent les propriétaires de ces sociétés d'extraction minière d'or qui faisaient des bénéfices réels. Parallèlement, la population et l'économie de la Californie s'étaient développées et diversifiées suffisamment pour que l'or ne soit plus l'unique source de revenus.

### Le transit de l'or
Une fois extrait, l'or empruntait de nombreux itinéraires. La majeure partie, dans un premier temps, était négociée sur place par les mineurs contre la nourriture, l'équipement fourni au niveau des postes de traite (postes créés par les trading & mining companies qui organisent les villes champignons) et le logement. Des transactions de ce type, où l'on pesait avec attention l'or à peine découvert, avaient lieu assez souvent. Les différents marchands, ensuite, se servaient de l'or pour acheter aux capitaines des navires ou aux intermédiaires qui transportaient des marchandises jusqu'en Californie de quoi renouveler leurs stocks. L'or quittait alors la Californie, au fond des cales des navires ou à dos de mulets, et rejoignait les caisses des fabricants de marchandises du monde entier. L'or quittait aussi la Californie avec les Argonautes qui envoyaient ou emportaient eux-mêmes le fruit de leurs efforts dans leur pays d'origine. On estime, par exemple, que 80 millions de dollars en or californien furent envoyés en France par des prospecteurs et des marchands français. Avec le temps, des banques locales et des marchands d'or imprimèrent des billets ou des bons utilisés comme monnaie d'échange sur place et donnés contre de l'or. Des particuliers construisirent également des ateliers de fabrication de monnaies et frappèrent leurs propres pièces en or. À partir de la construction de l'hôtel des monnaies de San Francisco, en 1854, les lingots d'or furent transformés en pièces d'or officielles des États-Unis pour la circulation. Plus tard, l'or fut envoyé par les banques californiennes aux banques nationales américaines en échange de devises américaines destinées à nourrir l'importante croissance économique de l'État de Californie.

## Effets de la fièvre de l'or
La ruée vers l'or est sans nul doute un événement historique majeur dans l'histoire de la Californie et eut de nombreux effets à court et à long termes. Selon l'historien Hubert Howe Bancroft, la ruée fit atteindre à la Californie « une maturité rapide et monstrueuse ». L'historien Kevin Starr estime, quant à lui, que ce phénomène, dans ces aspects positifs comme négatifs, mit en place « les principes fondateurs, le code génétique, de la Californie actuelle ».

### Effets immédiats

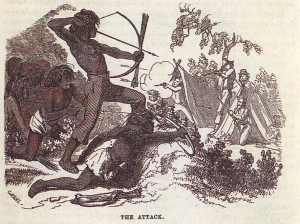
Un camp de mineur attaqué par des Amérindiens (années 1850).

L'arrivée en Californie, alors peuplée d'environ 15 000 immigrés européens et de Californios, de centaines de milliers de personnes en seulement quelques années eut des effets spectaculaires.
Dans un premier temps, les coûts humains et environnementaux furent considérables. Les Amérindiens moururent de maladies, de famines ou massacrés. Leur population était estimée à 150 000 en 1845 ; en 1870, ils ne sont plus que 30 000, à peine. Le nombre de morts violentes est difficile à estimer mais on pense que beaucoup plus de 10 000 Amérindiens ont été tués par des vigilantes, des miliciens ou des soldats entre 1846 et 1873. Par des attaques ou par des lois clairement racistes, on tenta de chasser les immigrés chinois et latino-américains. Les Américains ont souffert eux aussi puisqu'un forty-niner sur douze mourut pendant la Ruée. En effet, le taux de mortalité et le taux de criminalité furent particulièrement élevés à cette époque, malgré les mouvements d'auto-justice (tels que le San Francisco Vigilance Movement) qui firent également des morts. De plus, les activités de prospection rejetèrent graviers, boues et produits chimiques dans les rivières, tuèrent les poissons et détruisirent leur habitat.
Néanmoins, la ruée vers l'or eut aussi pour effet de faire de la Californie un pôle d'attraction pour des migrants venus du monde entier et qui ne manquèrent, pour la plupart, ni de débrouillardise, ni de sens civique. Au beau milieu de la ruée vers l'or, par exemple, les bourgs et les villes signèrent des chartes, on réunit une assemblée chargée d'écrire une constitution pour la Californie, des élections furent organisées et des représentants furent envoyés à Washington DC afin de négocier l'entrée de la Californie au sein des États-Unis en tant qu'État. L'agriculture se développa à grande échelle : dès 1860, la Californie possédait 200 minoteries et exportait du blé et de la farine partout dans le monde. On bâtit rapidement de nouvelles routes, des écoles et des églises et on commença à organiser la vie civile. La grande majorité des immigrants, étant américains, demandèrent que la Californie soit mieux reliée, aussi bien par de meilleurs moyens de communications que politiquement, au reste des États-Unis, ce qui aboutit au Compromis de 1850 et à l'intégration de la Californie dans l'Union en tant que 31e État des États-Unis, le 9 septembre 1850.
Entre 1847 et 1870, la population de San Francisco est passée de 500 à 150 000 personnes. L'accroissement des richesses et de la population conduisit à l'amélioration des voies communications entre la Californie et la côte Est des États-Unis. La construction du Chemin de fer du Panama, qui traverse d'un bout à l'autre l'isthme de Panama, s'acheva en 1855. Les bateaux à vapeur, dont ceux de la Pacific Mail Steamship Company, commencèrent un trafic régulier entre San Francisco et le Panama. Les passagers, les marchandises et les lettres transitaient entre la Californie et la côte Est des États-Unis en bateau en passant par le train au Panama. C'est pendant un de ces voyages, en 1857, que le SS Central America croisa un ouragan et sombra au large des côtes des Carolines avec à son bord environ trois tonnes d'or provenant de la Californie. Un autre naufrage important eut lieu en décembre 1853, celui du Winfield Scott qui s'abîma sur les récifs de l'île Anacapa, au large du sud de la Californie, lors de son voyage entre San Francisco et le Panama. L'équipage et les passagers furent tous sauvés, de même que le chargement d'or. Quant au navire, il fut entièrement perdu.
La construction de la partie occidentale du premier chemin de fer transcontinental débuta à Sacramento quelques années après la fin de la ruée vers l'or, en 1863. L'achèvement de la ligne, environ six ans plus tard, financée en partie par les bénéfices de la ruée vers l'or, permit de relier la Californie au centre et à l'est des États-Unis. Le voyage qui prenait des semaines, voire des mois, pouvait désormais se compter en jours. Selon les historiens James Rawls et Walton Bean, sans la découverte de l'or, l'Oregon se serait vu accorder le statut d'État de l'Union avant la Californie et la première voie de chemin de fer à rejoindre le Pacifique aurait donc dû être construite dans cet État.
La ruée vers l'or a eu également des répercussions sur l'économie mondiale. Les agriculteurs du Chili, d'Australie et d'Hawaï trouvèrent en Californie un énorme marché pour leurs produits ; la demande en biens manufacturés britanniques s'accrut considérablement ; des vêtements et même des maisons préfabriquées étaient importés depuis la Chine. Les bénéfices obtenus grâce aux échanges de grandes quantités d'or contre des marchandises provoquèrent la hausse de prix en Californie et stimulèrent les investissements ainsi que la création d'emplois partout sur la planète. Selon Ernest Mandel, l'afflux d'or résultant de cette ruée, en stimulant la demande économique, est l'un des facteurs qui déclencha la phase de croissance économique lors de la période 1848-1873.
Autre conséquence, le prospecteur britannique Edward Hargraves, qui avait remarqué des ressemblances entre les paysages de la Californie et de l'Australie, découvrit de l'or lorsqu'il retourna dans ce pays, ce qui marqua le début des ruées vers l'or en Australie.

### Effets à long terme

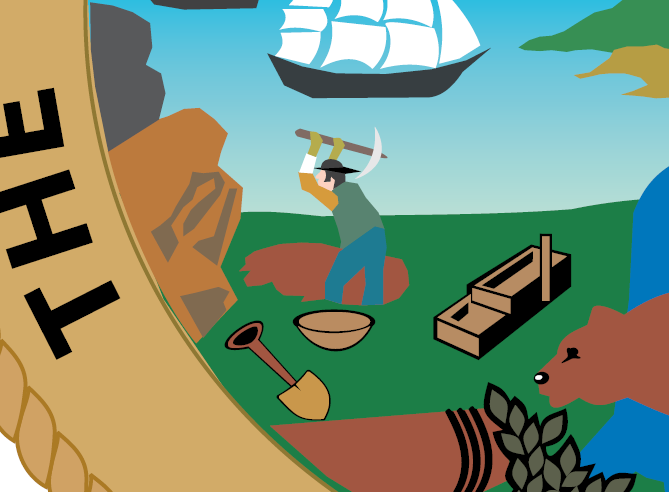
Détail du sceau de la Californie. On peut y voir la ruée vers l'or représentée par un berceau, une batée utilisée pour l'orpaillage, et un forty-niner en train de creuser avec une pioche et une pelle.

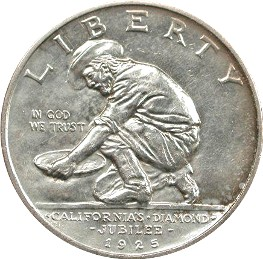
Pièce commémorative d'un demi dollar fêtant le 75e anniversaire de l'adhésion de la Californie aux États-Unis.

L'image de la Californie demeura inséparablement liée à celle de la ruée vers l'or. Ainsi ruée vers l'or et Californie ont été associées dans ce que nous connaissons aujourd'hui sous le nom de « rêve californien ». La Californie était perçue comme un endroit où prendre un nouveau départ était possible et où beaucoup d'argent attendait celui qui travaillait dur et avait une bonne étoile. D'après l'historien H.W. Brands, le rêve californien s'étendit au reste des États-Unis les années qui suivirent la ruée vers l'or et devint une partie du nouveau « rêve américain ».

« L'ancien rêve américain [...] était celui des puritains, celui du Poor Richard de Benjamin Franklin, [...] celui des hommes et de femmes contents de leur modeste fortune amassée peu à peu avec le temps, année après année. Le nouveau rêve américain était celui d'une richesse immédiate, gagnée en un éclair avec de l'audace et de la chance. C'est seulement depuis [Sutter's Mill] que [ce] rêve d'or [...] est devenu une partie importante du mythe américain. »

Des générations d'immigrants furent attirées par le rêve californien. Ce sont eux qui développèrent successivement en Californie l'agriculture, l'industrie pétrolière, l'industrie du cinéma, l'industrie aéronautique et l'industrie de l'informatique.
La devise « Eurêka » (« J'ai trouvé ! ») et des représentations figurant sur le sceau officiel de l'État sont autant d'héritages laissés par la ruée vers l'or à la Californie actuelle, tout comme des toponymes tels que le comté de Placer, Placerville (qu'on pourrait traduire respectivement par comté et ville de l'orpaillage) et Rough and Ready (du nom de la société d'exploitation minière "Rough and Ready" à l'origine de la fondation de la ville, fin 1849), mais aussi Whiskeytown, Drytown, Angels Camp, Happy Camp, et Sawyer's Bar. De même, l'équipe de la National Football League de San Francisco s'appelle les 49ers de San Francisco et des noms de prospecteurs sont aussi donnés aux équipes d'athlétisme de l'Université d'État de Californie à Long Beach. Quant à son surnom, « The Golden State » (« l'État doré »), il est désormais associé à l'or bien que la Californie le devait bien avant la ruée au jaune vif de son pavot.
Aujourd'hui, la bien nommée route nationale 49 sillonne les contreforts de la sierra Nevada et relie entre elles de nombreuses villes situées dans les anciens champs aurifères, comme Placerville, Auburn, Grass Valley, Nevada City, Coloma, Jackson, et Sonora. Cette route passe près du parc national historique de Columbia, une zone protégée qui contient le centre-ville de Columbia. Ce parc a préservé de nombreux bâtiments datant de la ruée vers l'or et est maintenant tourné vers le tourisme.

## La ruée vers l'or dans la culture
En littérature, l'histoire de la ruée vers l'or donna naissance à des œuvres de Mark Twain (La célèbre grenouille sauteuse du comté de Calavéras, 1867), de Bret Harte (A Millionaire of Rough-and-Ready), de Joaquin Miller (Life Amongst the Modocs, 1873) , et de bien d'autres écrivains tels que Blaise Cendrars, l'auteur de L'Or, La merveilleuse histoire du général Johann August Suter (1925).
La ruée vers l'or en Californie fut aussi une source d'inspiration pour de nombreuses chansons, des chants de marins et de mineurs, dont les plus connues sont : Oh My Darling, Clementine, Oh ! Susanna, Santiano.
L'auteur-compositeur Dan Fogelberg (1951-2007) l'évoque dans sa chanson John Sutter's Mill en 1985 (album High Country Snows).
Au cinéma, ce contexte historique servit dans de nombreux films, essentiellement des westerns américains qui mettent en scène les différents aspects de cette période. La Piste des géants (1930) de Raoul Walsh, avec John Wayne, et Convoi de femmes (1951) de William A. Wellman, un western ayant la particularité d'avoir un groupe de femmes pour protagonistes, racontent l'histoire des caravanes de migrants qui traversèrent les États-Unis pour aller tenter leur chance en Californie. D'autres parlent des boom towns, ces camps de mineurs devenus villes fantômes une fois les gisements épuisés, comme La Ville abandonnée (1948) de William A. Wellman. Certains encore narrent des histoires de trésors cachés et de conflits entre « cowboys », comme Le Trésor du pendu (1958) de John Sturges, La Colline des potences (1959) de Delmer Daves, Coups de feu dans la Sierra (1962) de Sam Peckinpah, et Pale Rider, le cavalier solitaire (1985) de Clint Eastwood. Enfin, un western allemand, L'Empereur de Californie (1936) de Luis Trenker, et un drame français, Lola Montès (1955) de Max Ophüls, ont pour décor la Californie du XIXe siècle. Le premier est le récit de la vie de John Sutter, riche propriétaire terrien qui se retrouve dépossédé de ses terres, et le second de l'histoire de Lola Montez, célèbre danseuse et courtisane qui vécut en Californie dans les années 1850.
Enfin, dans la série Timeless, les héros se rendent à  Sutter's Mill - lieu de la première découverte d'or par le menuisier James W. Marshall, déclenchant la Ruée vers l'Or - dans l'épisode 11 de la dernière saison.

#### Ouvrages en anglais
- (en) Hubert Howe Bancroft (1884–1890), « History of California »(Archive.org • Wikiwix • Archive.is • Google • Que faire ?), vol. 18–24 ;
- (en) H.W. Brands, The age of gold : the California Gold Rush and the new American dream, New York, Anchor, 2003, 592 p. (ISBN 0-385-72088-2) ;
- (en) Karen Clay et Gavin Wright, « Order Without Law? Property Rights During the California Gold Rush », Explorations in Economic History, vol. 42, no 2,‎ avril 2005, p. 155–183 (ISSN 0014-4983, DOI 10.1016/j.eeh.2004.05.003) ;
- (en) Richard Dillon, Siskiyou Trail : The Hudson's Bay Company Route to California, New York, McGraw Hill, 1975, 381 p. (ISBN 0-07-016980-2) ;
- (en) « Monthly Record of Current Events », Harper's New Monthly Magazine, vol. 10, no 58,‎ mars 1855, p. 543 (lire en ligne, consulté le 30 juin 2014) ;
- (en) Robert F. Heizer, The destruction of California Indians, Lincoln (Nebraska) et Londres, University of Nebraska Press, 1974 (ISBN 0-8032-7262-6) ;
- (en) Mary Hill, Gold : the California story, Berkeley et Los Angeles, University of California Press, 1999, 306 p. (ISBN 0-520-21547-8, lire en ligne) ;
- (en) J.S. Holliday, Rush for riches : Gold fever and the making of California, Oakland (Californie), Berkeley et Los Angeles, Oakland Museum of California and University of California Press, 1999, 355 p. (ISBN 0-520-21401-3, lire en ligne) ;
- (en) Joaquin Miller, Life amongst the Modocs : unwritten history, Berkeley, Heyday Books, janvier 1996 (1re éd. 1873), 433 p. (ISBN 0-930588-79-7) ;
- (en) James J. Rawls et Walton Bean, California : An Interpretive History, New York, McGraw-Hill, 2003, 585 p. (ISBN 0-07-255255-7) ;
- (en) James J. Rawls (éditeur) et Richard J. Orsi (éditeur), A golden state : mining and economic development in Gold Rush California, Berkeley et Los Angeles, University of California Press, 1999 (ISBN 0-520-21771-3)  ;
- (en) Kevin Starr, Americans and the California dream : 1850–1915, New York et Oxford, Oxford University Press, 1973, 494 p. (ISBN 0-19-504233-6, lire en ligne) ;
- (en) Kevin Starr, California : a history, New York, The Modern Library, 2005, 370 p. (ISBN 0-679-64240-4) ;
- (en) Kevin Starr (éditeur) et Richard J. Orsi (éditeur), Rooted in barbarous soil : people, culture, and community in Gold Rush California, Berkeley et Los Angeles, University of California Press, 2000 (ISBN 0-520-22496-5) ;
- (en) Harry  L. Wells, History of Siskiyou County, California, Siskiyou Historical Society, 1971 (1re éd. 1881) (OCLC 6150902).

#### Ouvrages en français
- Liliane Crété, La vie quotidienne en Californie au temps de la ruée vers l'or, 1848-1856, Hachette Littérature, 1982, 317 p. (ISBN 978-2-01-007261-1) ;
- Albert Bernard De Russailh, Journal de voyage en Californie à l'époque de la ruée vers l'or : 1850-1852, Chevalley, 1980, 237 p. (ISBN 978-2-7007-0173-9) ;
- Didier Latapie, La fabuleuse histoire de la ruée vers l'or, Californie : XIXe siècle, Privat, 2001, 157 p. (ISBN 978-2-7089-1714-9). Disponible à la BNF, voir  ;
- Olivier Le Dour, Les Bretons dans la ruée vers l'or de Californie, Les Portes Du Large, 2006 (ISBN 978-2-914612-20-3) ;
- Léon Lemonnier, La ruée vers l'or en Californie, 11, Paris, Gallimard, 1944 ;
- May Mac Neer, La ruée vers l'or en Californie, Nathan, 1967 ;
- Pierre Tupin, Recueil de documents historiques sur la ruée vers l'or en Californie, 1848-1854 : Vue par la presse française, Planoise, P. Tupin, 1998, 247 p. (ISBN 2-9512237-0-6) ;
- Jean-François Miniac, Les mystères de la Manche, de Borée, 2012 (chapitre sur le récit du voyage de l'Indépendance de Fanny Loviot) ;
- Blaise Cendrars, L'Or ;
- Claudine Chalmers, L’Aventure française à San Francisco pendant la Ruée vers l’Or, 1848-1854, Nice, Université de Nice, 1991 (réimpression en 2024), 800 p.

### Filmographie
- Raoul Walsh (1930). La Piste des géants.
- Frank Lloyd (1936). Une nation en marche.
- Luis Trenker (1936). L'Empereur de Californie.
- Joseph Kane (1945). La Belle de San Francisco.
- John Farrow (1946). Californie, Terre promise.
- William A. Wellman (1948). La Ville abandonnée.
- Anthony Mann (1952). Les Affameurs.
- Raoul Walsh (1952). Le monde lui appartient.
- William Wellman (1951). Convoi de femmes.
- Max Ophüls (1955). Lola Montès.
- John Sturges (1958). Le Trésor du pendu.
- Delmer Daves (1959). La Colline des potences.
- Sam Peckinpah (1962). Coups de feu dans la Sierra.
- Clint Eastwood (1985). Pale Rider, le cavalier solitaire.